# Церовець Станка Враза
Церовець Станка Враза (словен. Cerovec Stanka Vraza) — поселення в общині Ормож, Подравський регіон‎, Словенія.